# الإمبراطور إيتوكو
الإمبراطور إيتوكو (باليابانية: 懿徳天皇 إيتوكو تينو) هو رابع أباطرة اليابان في قائمة أباطرة اليابان. لا يوجد أي تواريخ محددة عن فترة حياته أو حكمه.

## اقرأ أيضا
- إمبراطور اليابان
- قائمة أباطرة اليابان